# Chrysotoxum octomaculatum
Chrysotoxum octomaculatum es una especie de mosca sírfida. Se distribuyen por el Paleártico en Eurasia.